# Prekodravlje
Prekodravlje je dio Podravine koji se nalazi s lijeve obale Drave, a omeđen je Dravom i granicom sa susjednom Republikom Mađarskom. Mjesta u Prekodravlju su Gotalovo, Novačka, Otočka, Repaš, Ždala i Gola. Sva pripadaju Općini Gola, osim Repaša, koji je u Općini Molve. Jedan nenaseljen dio pripada i Općini Novo Virje. 
Područje je bogato šumom i životinjskim svijetom, a pravi prirodni biser je zaštićeno jezero Čambina, koje je ostatak nekadašnjeg toka Drave, tzv. mrtvica. Uz povijest toga kraja vezane su brojne pučke legende, kao npr. ona o srednjovjekovnoj utvrdi Pepelara, koju je, po predaji, izgradila sv. Elizabeta Ugarska.  
Cestovni granični prijelaz, sa špedicijom, nalazi se u Goli.